# Kerstin Ekman
Pour les articles homonymes, voir Ekman.
Kerstin Ekman, née Hjorth le 27 août 1933 à Risinge, Östergötland, est une romancière suédoise. Elle a rencontré un grand succès en Suède grâce à ses romans policiers, mais a évolué ensuite vers une littérature psychologique. Elle est tout de même revenue à ses premières amours littéraires en 1993.

## Biographie
Avant d'être écrivain, Kerstin Ekman poursuit des études à l'université d'Uppsala où elle passe des certificats de langues scandinaves, d'allemand, de pédagogie et d'histoire. Elle travaille d'abord comme journaliste, puis dans le milieu du cinéma. Elle enseigne ensuite dans une grande école suédoise. 
Élue membre de l'Académie suédoise en 1978, Kerstin Ekman succède au fauteuil no 15 au poète nobélisé Harry Martinson. Elle quitte néanmoins ses fonctions d'académicienne en 1989 en guise de protestation devant la non-dénonciation par ses collègues de la fatwa islamique lancée contre Salman Rushdie. À l'Académie suédoise, qui fonctionne sur le modèle de l'Académie française, la règle veut qu'un membre qui a été élu le soit à vie. Ekman ne peut donc pas être déchue de son titre ou s'en décharger officiellement, mais elle ne participe plus au débat ni aux activités de l'Académie. Son fauteuil, perpétuellement vide, ne pourra accueillir un remplaçant ou une remplaçante qu'après sa mort.
Outre des publications universitaires et des romans littéraires, elle a publié quelques romans policiers dans la tradition du whodunit, puis des thrillers psychologiques, notamment Le soleil ne se couche jamais (1961). Menedarna (1970) est consacré à la célèbre affaire Joe Hill.

## Œuvres

### Romans policiers
- (sv) 30 meter mord, 1959
- (sv) Han rör på sig, 1960
- (sv) Kalla famnen, 1960
- Le soleil ne se couche jamais, Librairie des Champs-Élysées, coll. « Le Masque » no 1036, 1968 ((sv) De tre sma mästarna, 1961)Réédition Librairie des Champs-Élysées, coll. « Club des Masques » no 310, 1977
- (sv) Den brinnande ugnen, 1962
- (sv) Dödsklockan, 1963
- Hiver des mensonges, Écriture, 2002 ((sv) Pukehornet, 1967)
- (sv) Menedarna, 1970
- Les Brigands de la forêt de Skule, Actes Sud, 1993 ((sv) Rövarna i Skuleskogen, 1988)Réédition Points no 1444, 2006
- Crimes au bord de l'eau, Actes Sud, 1995 ((sv) Händelser vid vatten, 1993)Réédition Actes Sud, coll. « Babel noir » no 10, 2007
- Le Signe de jadis, Actes Sud, 2007 ((sv) Urminnes Tecken, 2000)